# Sobreiró de Baixo e Alvaredos
Sobreiró de Baixo e Alvaredos (oficialmente: União das Freguesias de Sobreiró de Baixo e Alvaredos) é uma freguesia portuguesa do município de Vinhais, com 26,79 km² de área e 275 habitantes (censo de 2021). A sua densidade populacional é 10,3 hab./km².

## História
Foi criada aquando da reorganização administrativa de 2012/2013, resultando da agregação das antigas freguesias de Sobreiró de Baixo e Alvaredos.
Integra as seguintes aldeias: Sobreiró de Cima, Sobreiró de Baixo, Alvaredos, Castro, Soutelo, Caroceiras e Cobelas.

## Demografia
A população registada nos censos foi:
| Distribuição da População por Grupos Etários | Distribuição da População por Grupos Etários | Distribuição da População por Grupos Etários | Distribuição da População por Grupos Etários | Distribuição da População por Grupos Etários | Distribuição da População por Grupos Etários |
| -------------------------------------------- | -------------------------------------------- | -------------------------------------------- | -------------------------------------------- | -------------------------------------------- | -------------------------------------------- |
| Antes da agregação                           |                                              |                                              |                                              |                                              |                                              |
| Ano                                          | 0-14 anos                                    | 15-24 anos                                   | 25-64 anos                                   | >= 65 anos                                   | Total                                        |
| 2001                                         | 61                                           | 73                                           | 229                                          | 124                                          | 487                                          |
| 2011                                         | 27                                           | 30                                           | 171                                          | 141                                          | 369                                          |
| Após a agregação                             |                                              |                                              |                                              |                                              |                                              |
| Ano                                          | 0-14 anos                                    | 15-24 anos                                   | 25-64 anos                                   | >= 65 anos                                   | Total                                        |
| 2021                                         | 19                                           | 11                                           | 128                                          | 117                                          | 275                                          |